# Dubravka Jurlina Alibegović
Dubravka Jurlina Alibegović (ur. 5 listopada 1963 w Zagrzebiu) – chorwacka polityk i ekonomistka, dyrektor Instytutu Ekonomicznego w Zagrzebiu, w 2016 minister administracji publicznej.

## Życiorys
W 1986 ukończyła studia ekonomiczne na Uniwersytecie w Zagrzebiu, doktoryzowała się w zakresie ekonomii w 2006 na tej samej uczelni. Od 1987 zawodowo związana z Instytutem Ekonomicznym w Zagrzebiu, pełniła funkcję dyrektora różnych wydziałów oraz zastępcy dyrektora instytutu, a od 2013 do 2016 zajmowała stanowisko dyrektora całej jednostki. W międzyczasie, w latach 2000–2002, była wiceministrem nauki i technologii w gabinecie Ivicy Račana. Powoływana w skład różnych organów doradczych, m.in. w 2015 w skład rady ds. gospodarczych przy prezydencie Chorwacji.
W styczniu 2016 z rekomendacji partii Most objęła urząd ministra administracji publicznej w rządzie Tihomira Oreškovicia. Zakończyła urzędowanie wraz z całym gabinetem w październiku tego samego roku.